# ماركو كونراد
ماركو كونراد (بالألمانية: Marco Konrad)‏ هو لاعب كرة قدم ألماني، ولد في 18 أكتوبر 1974 في هوشتات أن در دوناو في ألمانيا. لعب مع إس إس في أولم 1846.

## وصلات خارجية
- ماركو كونراد على موقع قاعدة بيانات كرة القدم.إي يو (الإنجليزية)
- ماركو كونراد على موقع بيانات كرة القدم. دي إي (الألمانية)
- ماركو كونراد على موقع عالم كرة القدم.نت (الإنجليزية)